# Alcaloïde isoquinoléique

Structure de l'isoquinoléine, composé parent des alcaloïdes isoquinoléiques.

Les alcaloïdes isoquinoléiques sont des produits naturels du groupe des alcaloïdes, dérivés chimiquement de l'isoquinoléine. Ils forment le plus grand groupe d'alcaloïdes.
Les alcaloïdes isoquinoléiques peuvent être classés en fonction de leurs structures chimiques de base. Les types structuraux les plus courants sont les benzylisoquinoléines (en) et les aporphines (en). En l'état actuel des connaissances, on a recensé environ 2500 alcaloïdes isoquinoléiques, qui sont principalement produits par les plantes.

## Exemples connus

Morphine.
Codéine.
Papavérine.
Berbérine.
Tubocurarine.

## Occurrence dans la nature
Les alcaloïdes isoquinoléiques se trouvent principalement chez les familles de plantes suivantes : Papaveraceae, Berberidaceae, Menispermaceae, Fumariaceae et Ranunculaceae.
Le pavot somnifère, qui appartient à la famille des Papavaraceae, présente un grand intérêt, puisque plusieurs alcaloïdes isoquinoléiques, morphine, codéine, papavérine, noscapine et thébaïne, se retrouvent dans son latex. En plus du pavot somnifère, il existe d'autres espèces de Papaveraceae, comme la chélidoine, chez lesquelles on trouve des alcaloïdes isoquinoléiques. Leur latex contient de la berbérine, également présente chez d'autres familles de plantes, comme les Berberidaceae. Un exemple de Berberidaceae contenant de la berbérine est l'épine-vinette (Berberis vulgaris).
La tubocurarine se trouve chez Chondodendron tomentosum, elle est extraite de l'écorce et des racines

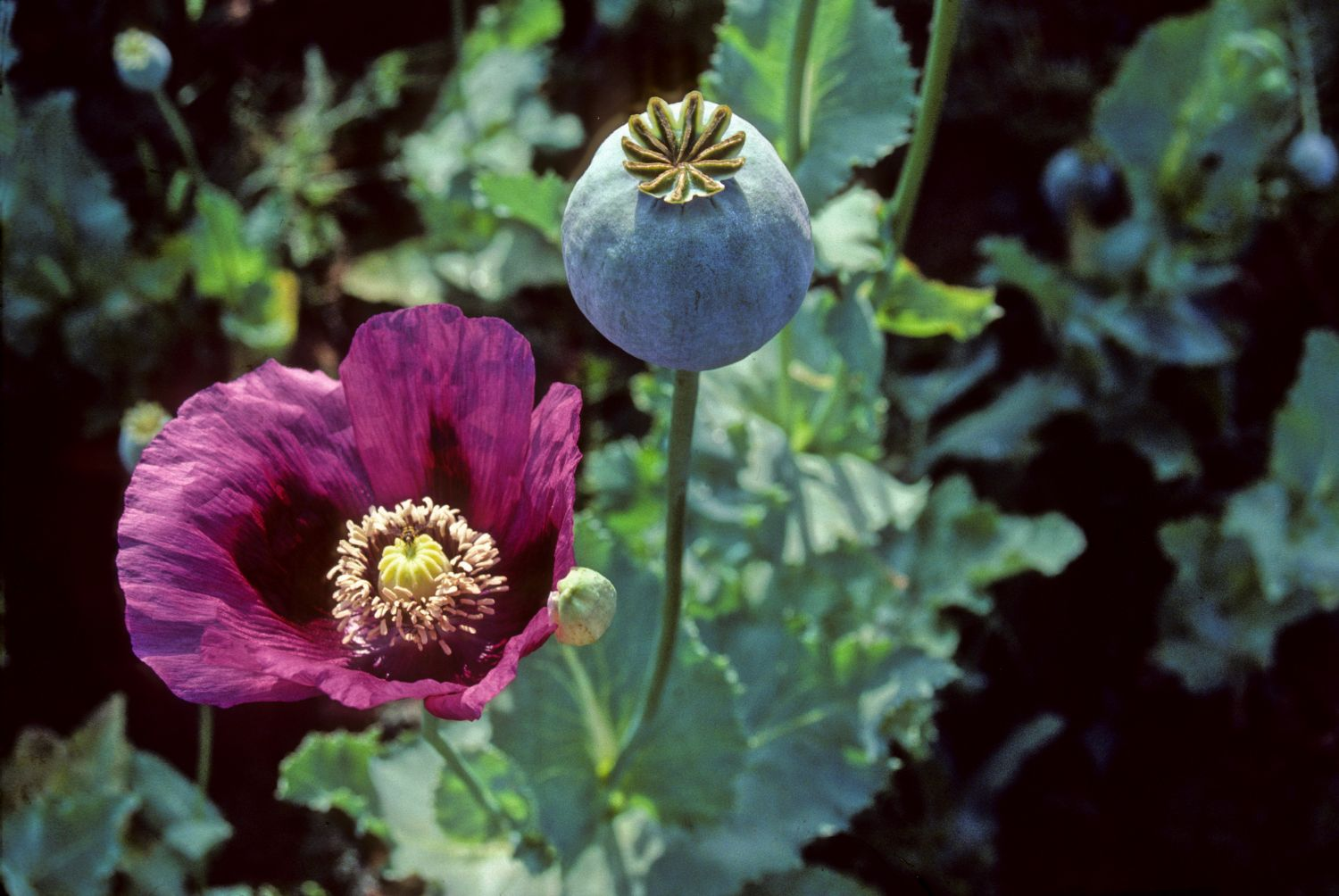
Pavot somnifère (Papaver somniferum) : contient de la morphine, codéine et papaverine.
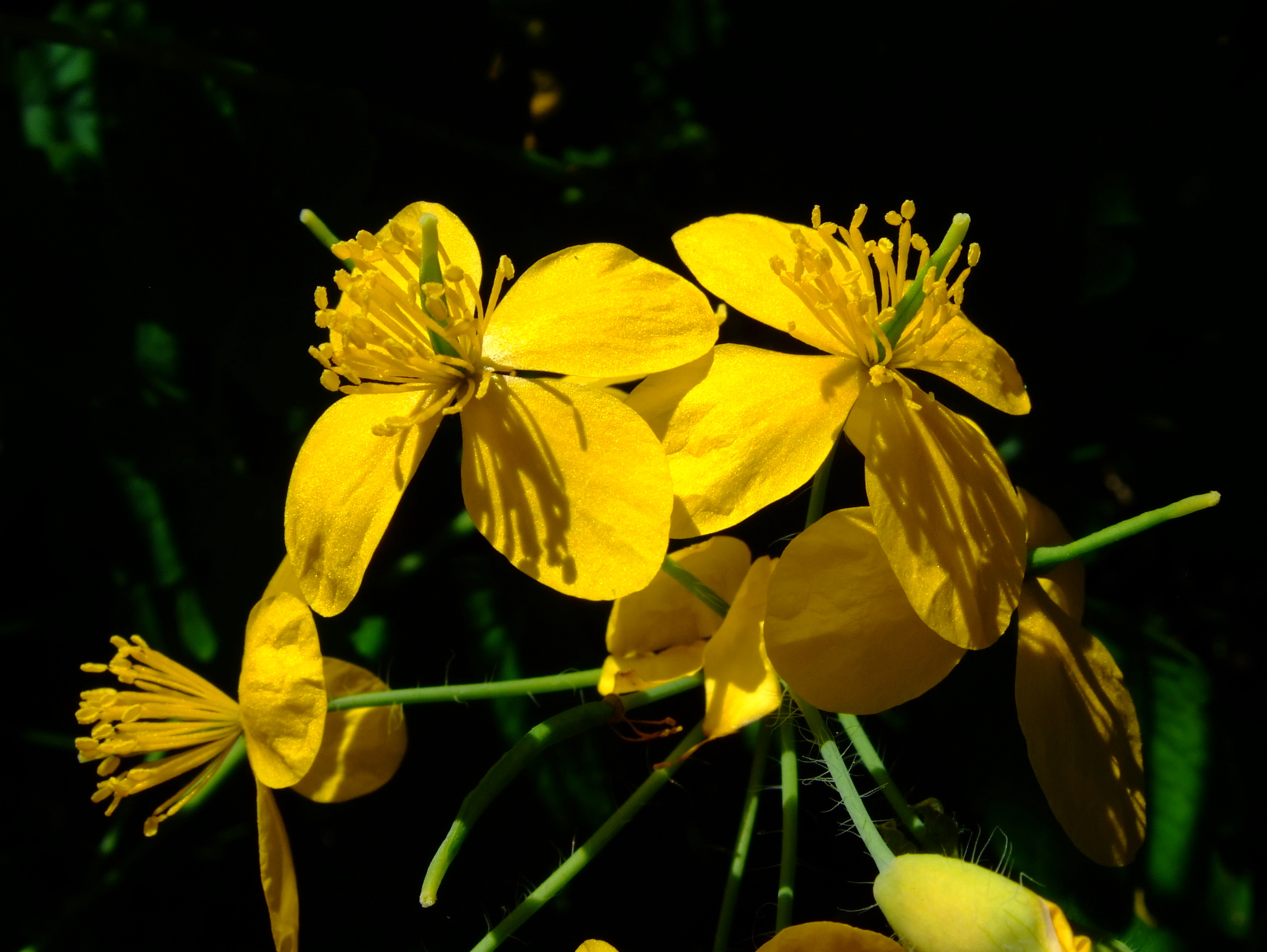
Stylophore à deux feuilles (Stylophorum diphyllum) : contient de la berbérine.
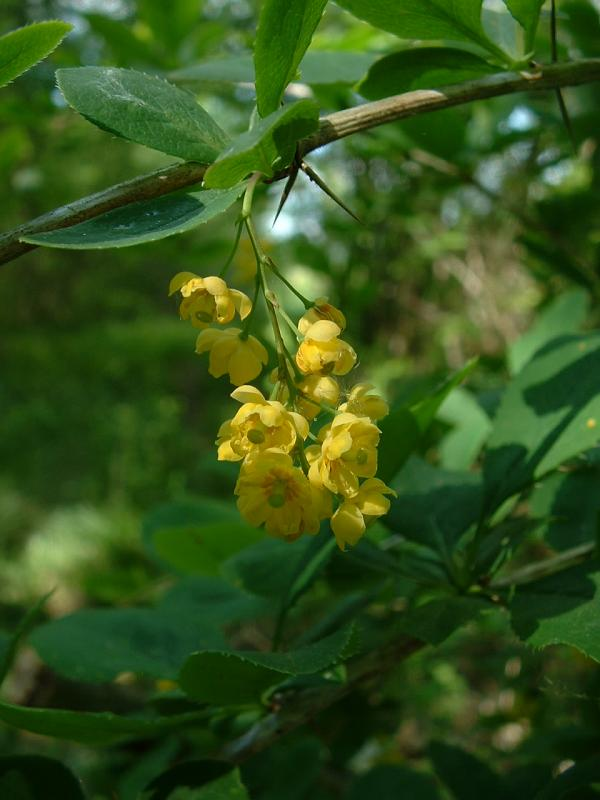
Épine-vinette (Berberis vulgaris) : contient de la berbérine.

## Activité biologique
Les alcaloïdes isoquinoléiques peuvent avoir des effets biologiques variés. Les alcaloïdes de l'opium peuvent avoir des propriétés sédatives, psychotropes ou analgésiques. La morphine et la codéine sont effectivement utilisées comme antalgiques.
La papavérine, en revanche, a un effet antispasmodique sur les muscles lisses, comme c'est le cas chez l'homme dans le tractus gastro-intestinal ou les vaisseaux sanguinss. C'est pourquoi elle est utilisée comme antispasmodique
La tubocurarine altère la transmission des stimuli dans le système nerveux, de sorte qu'une paralysie peut survenir dans l'organisme affecté.